# Gericht

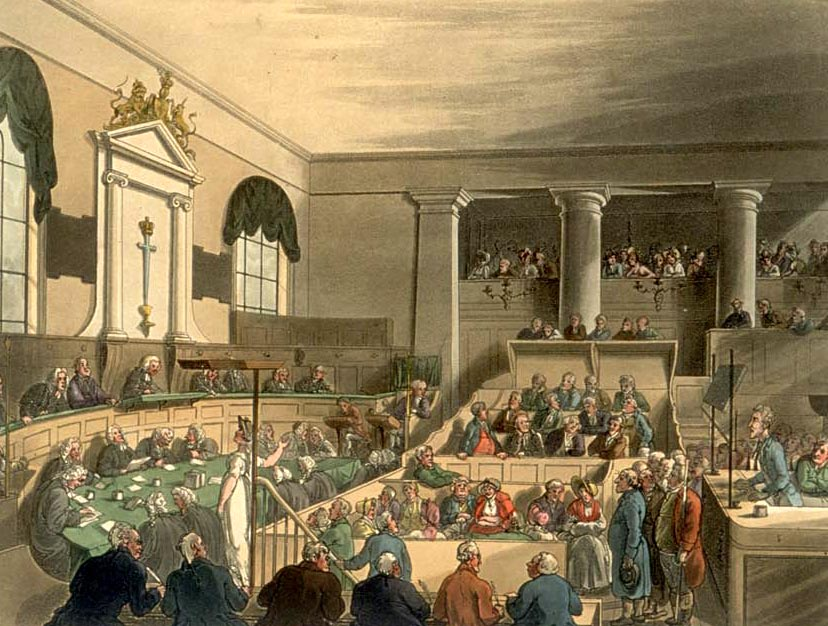
Richter, Ankläger und Prozessbeteiligte sitzen zu Gericht (Old Bailey in London, 19. Jahrhundert)

Ein Gericht ist ein Organ der Rechtsprechung (Judikative). In der Rechtsgeschichte sind etliche Formen als Vorläufer der heutigen Gerichte bekannt.

## Etymologie
Gericht, von althochdeutsch girihti ‚Urteil, Gericht, Satzung, Regel‘, ist entweder eine denominative Ableitung von ahd. rëht ‚recht, Recht‘ mit kollektivem Sinn, die schon früh mit ahd. rihten ‚recht, gerade machen; in Ordnung bringen; herrschen‘, sekundär auch ‚Recht sprechen‘ verbunden wurde, oder ein Adjektivabstraktum zu gerecht (althochdeutsch girëht) in dessen konkreter Bedeutung ‚gerade, richtig‘, also etwa ‚Richtigstellung‘.

## Geschichte

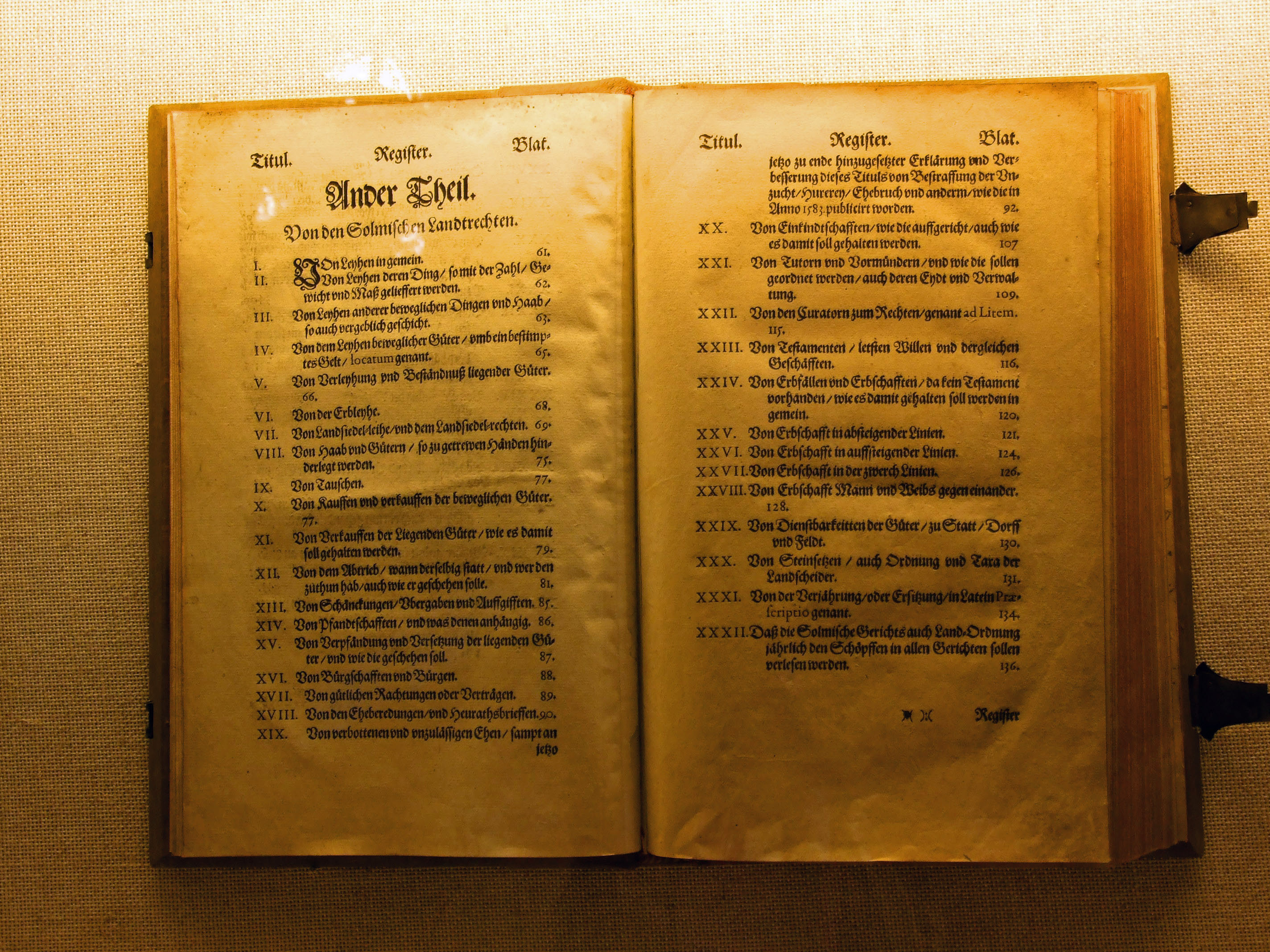
Gerichtsordnung zur Zeit Karls V.

Gerichte als rechtsprechende Institutionen gibt es seit den Anfängen menschlicher Zivilisation. Wissenschaftlich wird die Entstehung von Gerichten im Rahmen der Rechtsgeschichte und der Rechtsphilosophie erforscht.
Erkenntnisse zur frühen Entwicklung der Gerichte und Rechtsgeschichte für den mitteleuropäischen Raum basieren auf Angaben von Tacitus und auf der Entwicklungsgeschichte des Naturrechtes. Vorläufer heutiger Gerichte waren teilweise höchste Instanz für kollektiv legitimierte Entscheidungen des Gemeinwesens. Relativ früh entstand die Verbindung des Grundeigentums zur Komponente der Legitimation für Gerichtsbarkeit. Kleinräumlich wurde die sogenannte Gerichtsherrschaft ausgeübt. Spezialisierungen oder Einschränkungen der Gerichte durch Niedere Gerichtsbarkeit versus Blutgerichtsbarkeit (auch „Peinliche Gerichte“) oder Klassengerichtsbarkeit sind überliefert. Je nach Herrschaftsform wurden Gerichtsausprägungen auch für größere Territorien bestimmt.
Zeitweise war die Rechtsprechung Aufgabe der Monarchen, oder der von ihm belehnten bzw. beauftragten Personen. Im Laufe der Aufklärung setzte sich mit dem Konzept der Gewaltentrennung in Europa und den europäisch beeinflussten Staaten die Überzeugung durch, dass die Rechtsprechung von der Regierungsgewalt unabhängig sein müsse.
Für den Begriff des Gerichts in modernen Rechtsstaaten ist die Garantie der richterlichen Unabhängigkeit daher zentral. Das schweizerische Bundesgericht hat beispielsweise festgehalten, dass als Gericht im Sinne der Europäischen Menschenrechtskonvention eine Behörde gilt, die nach Gesetz und Recht in einem justizförmigen, fairen Verfahren begründete und bindende Entscheidungen über Streitfragen trifft. Sie braucht nicht in die ordentliche Gerichtsstruktur eingegliedert zu sein, muss jedoch organisatorisch und personell, nach der Art ihrer Ernennung, der Amtsdauer, dem Schutz vor äußeren Beeinflussungen und nach ihrem äußeren Erscheinungsbild sowohl gegenüber anderen Behörden als auch gegenüber den Parteien unabhängig und unparteiisch sein. Nebst den Merkmalen der Unabhängigkeit und Unparteilichkeit gehört zu seinem Wesen, dass ein Gericht die rechtserheblichen Tatsachen selber erhebt, die Rechtssätze auf diesen in einem rechtsstaatlichen Verfahren ermittelten Sachverhalt anwendet und für die Parteien bindende Entscheidungen in der Sache fällt. Es muss über umfassende Kognition in tatsächlicher und rechtlicher Hinsicht verfügen.
In der Regel sind Gerichte staatlich (oder zwischenstaatlich). Beispiele für nichtstaatliche Einrichtungen mit justizieller Funktion sind die Kirchengerichte, private Schiedsgerichte oder auch die gemeindlichen Schiedsämter.

## Gerichte in verschiedenen Ländern

### Deutschland

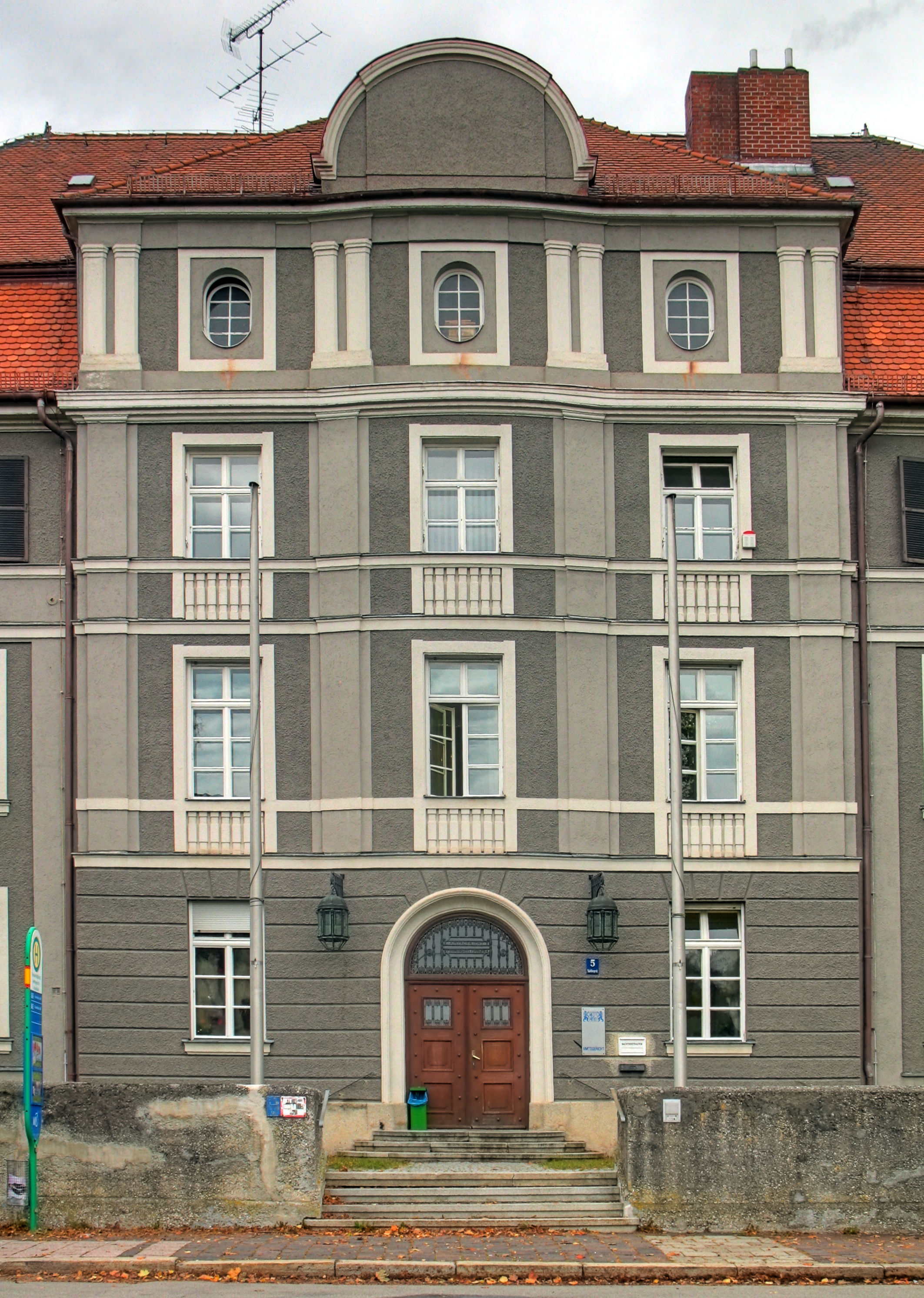
Amtsgericht Fürstenfeldbruck

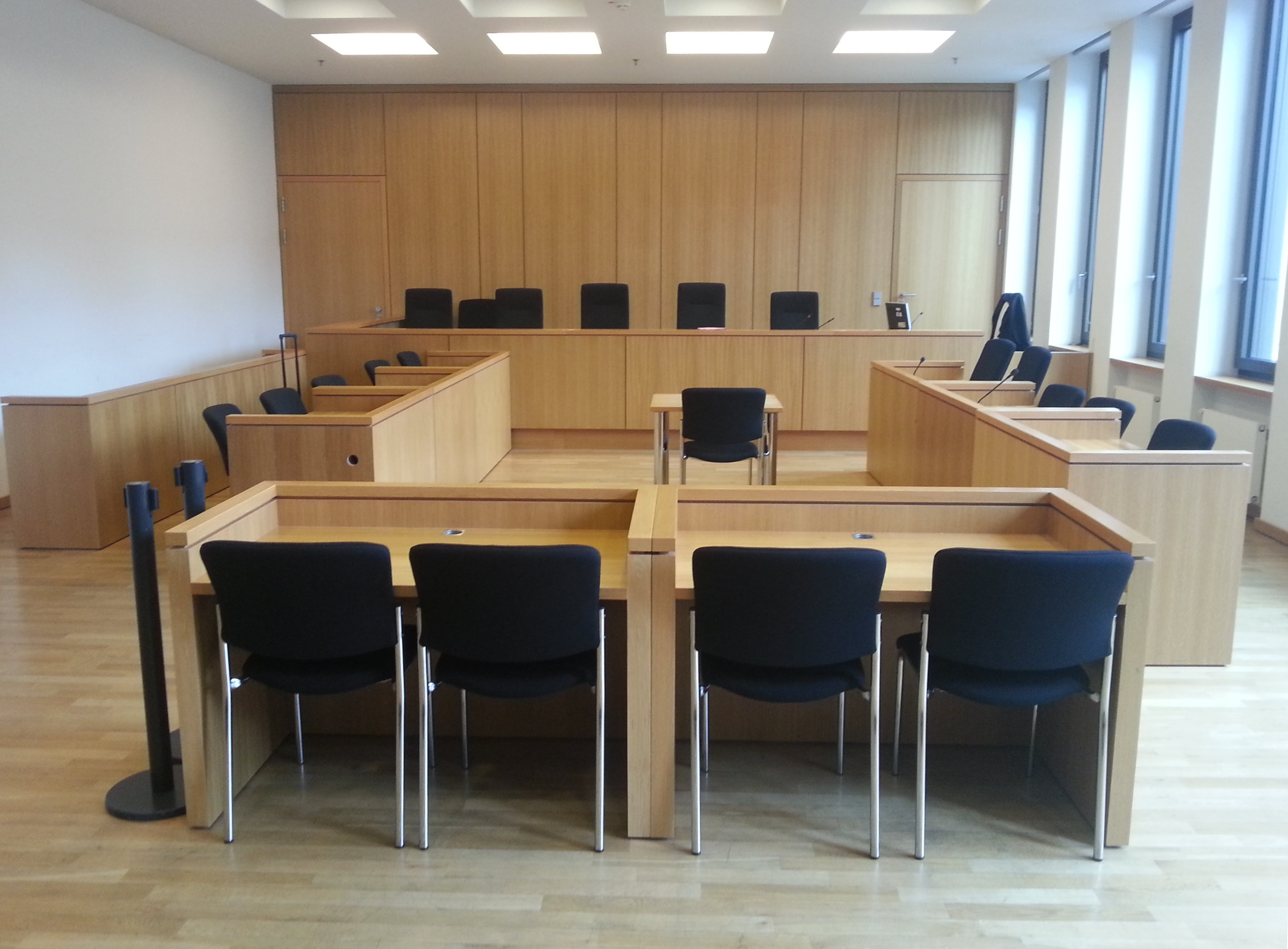
Moderner Gerichtssaal im Justizzentrum Aachen

Gerichte in der Bundesrepublik Deutschland sind je nach Gerichtsträger die Bundesgerichte und die Gerichte der Länder. Zwar wird die rechtsprechende Gewalt (Judikative) nach Art. 97 GG durch unabhängige Richter ausgeübt. Die Judikative ist aber keine selbstverwaltete Staatsgewalt. Die Gerichtsverwaltung (z. B. Erhaltung der Gerichtsgebäude, Deckung des Personal- und Sachbedarfs) ist vielmehr Teil der öffentlichen Verwaltung und damit der Exekutive.
Der Aufbau der Gerichtsbarkeiten wird durch (verschiedene) Gerichtsverfassungen geregelt. Gerichtsbarkeiten in Deutschland sind die Verfassungsgerichtsbarkeiten (des Bundes und der einzelnen Länder), die Ordentliche Gerichtsbarkeit (für Zivilrecht und für Strafrecht) und die Fachgerichtsbarkeiten, zu denen Arbeitsgerichtsbarkeit, Finanzgerichtsbarkeit, Sozialgerichtsbarkeit und Verwaltungsgerichtsbarkeit gehören. Um die Einheitlichkeit der Rechtsprechung zu wahren, besteht ein Gemeinsamer Senat der obersten Gerichtshöfe des Bundes, der angerufen werden kann, falls ein oberstes Bundesgericht die Absicht hat, von der Entscheidung eines anderen obersten Bundesgerichts abzuweichen.
Dienstgerichtsbarkeit und Ehrengerichtsbarkeit sind Teil der Verwaltungsgerichtsbarkeit.
Besonderheiten ergeben sich im Militärwesen. So können im Verteidigungsfall Wehrstrafgerichte als Bundesgerichte errichtet werden Art. 96 Abs. 2 Grundgesetz, die Recht nach dem Wehrstrafgesetz sprechen. Historisch bestanden sogenannte Standgerichte als Ausnahmegerichte, die gemäß Grundgesetz in der Bundesrepublik Deutschland nach Art. 101 Abs. 1 Satz 1 Grundgesetz unzulässig sind.
Nur in Bezug auf die Gerichtsverwaltung nimmt ein Gericht behördliche Funktionen wahr. Die Rechtsprechungstätigkeit selbst ist kein Teil der exekutiven Gewalt, sondern Teil der dritten Säule, der judikativen Gewalt. Das Gericht kann insoweit auch als Spruchkörper verstanden werden (z. B. Einzelrichter, Kammer, Schwurgericht, Schöffengericht usw.); jedes Gericht ist dann mit mindestens einem Richter besetzt.
Die Beteiligung von Laien als ehrenamtliche Richter ist im Strafverfahren vorgesehen (dann „Schöffen“ genannt), in der Handelsgerichtsbarkeit (dann „Handelsrichter“ genannt), sowie in der Arbeits-, Finanz-, Sozial- und Verwaltungsgerichtsbarkeit. Schöffen wirken am Amtsgericht im Schöffengericht, am Landgericht im Schwurgericht und in anderen Strafkammern mit. Eine Besonderheit sind die sogenannten Beamtenbeisitzer in Disziplinarsachen bei Verwaltungsgerichten. Dies sind im weiteren Sinn Schöffen, gehören jedoch der Beamtenschaft als besonderer Gruppe an.
Welches Gericht tätig wird, bestimmt sich nach der Zuständigkeit.
Welcher Spruchkörper (Einzelrichter, Kammer, Senat) zuständig ist, bestimmt sich nach dem anwendbaren Verfahrensgesetz (z. B. GVG, ZPO) und nach dem Geschäftsverteilungsplan, der von den Gerichten in eigener Verantwortung erstellt wird.
Der Ablauf einer Gerichtsverhandlung ist in verschiedenen Rechtsquellen normiert.
Keine Gerichte im Sinne des Gerichtsverfassungsgesetzes (GVG) sind die sogenannten Seeamtsverhandlungen („Seegerichte“); sie sind behördliche Sachverständigenverfahren der Seeämter.
| Gerichtsart                 | Zuständig für                                                                                        | Gerichtsbezeichnungen                                                                                           |
| --------------------------- | --- | --- |
| Arbeitsgerichtsbarkeit      | Streitverfahren aus Arbeits- und Tarifverträgen                                                      | Arbeitsgericht (bis 1927 Gewerbegericht) Landesarbeitsgericht Bundesarbeitsgericht                              |
| Finanzgerichtsbarkeit       | Streitverfahren wegen Steuern und Zöllen                                                             | Finanzgericht Bundesfinanzhof                                                                                   |
| Ordentliche Gerichtsbarkeit | Zivil- und Strafprozess, freiwillige Gerichtsbarkeit                                                 | Amtsgericht Landgericht Oberlandesgericht Bundesgerichtshof                                                     |
| Sozialgerichtsbarkeit       | Streitverfahren mit Sozialversicherungsträgern und in verschiedenen anderen sozialrechtlichen Fragen | Sozialgericht Landessozialgericht Bundessozialgericht                                                           |
| Verfassungsgerichtsbarkeit  | Streitverfahren in Verbindung mit dem Grundgesetz bzw. den Landesverfassungen                        | Verfassungsgerichte der Länder Bundesverfassungsgericht                                                         |
| Verwaltungsgerichtsbarkeit  | Streitverfahren mit der öffentlichen Verwaltung (Ausnahmen siehe Sozial- und Finanzgerichtsbarkeit)  | Verwaltungsgericht Oberverwaltungsgericht (in einigen Ländern: Verwaltungsgerichtshof) Bundesverwaltungsgericht |

Siehe auch: Liste deutscher Gerichte, Liste historischer deutscher Gerichte, Neutralität des Gerichts

### Schweiz
In der Schweiz ist die Rechtspflege in öffentlich-rechtlichen Angelegenheiten und die Organisation der Zivil- und Strafgerichte teilweise kantonal geregelt. Das kantonale Recht bestimmt namentlich, welches kantonale Zivil- und Strafgericht die von der Verfahrensgesetzgebung des Bundes vorgesehenen Funktionen der ersten und zweiten Instanz wahrnimmt. In der Regel bestehen regionale Gerichte als erste Instanz (Bezirks-, Regionalgerichte) und gesamtkantonale Kantons- bzw. Obergerichte als zweite Instanz. Auf Bundesebene bestehen ein erstinstanzliches Patent-, Verwaltungs- und Bundesstrafgericht sowie das Schweizerische Bundesgericht als letztes Berufungsgericht in allen Rechtsgebieten.

### Österreich
Siehe: Gerichtsorganisation in Österreich

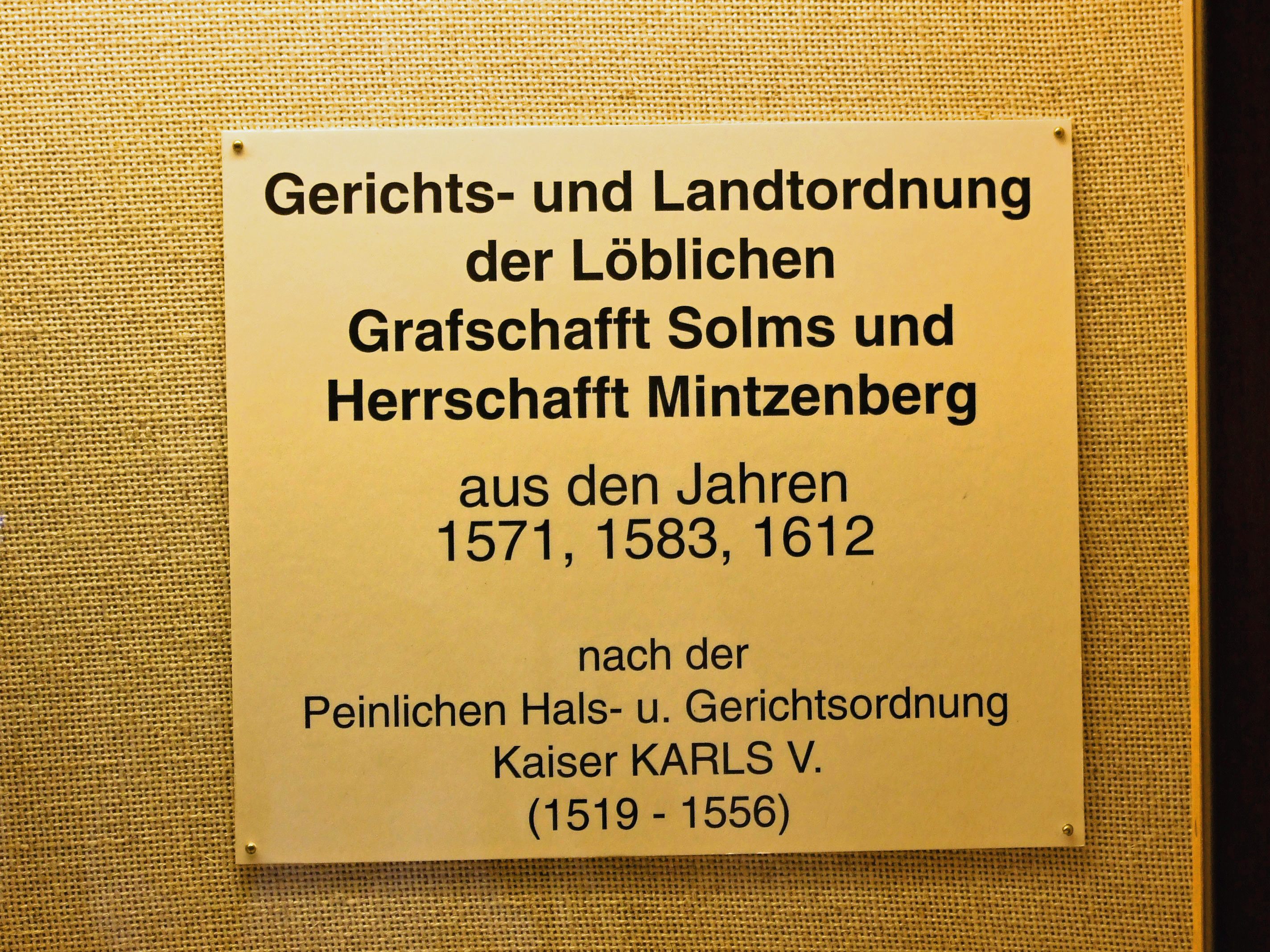
Buchtitel

Ein (Land-)Gericht war in der Grafschaft Tirol seit dem Spätmittelalter eine territoriale Einheit für Justiz und Verwaltung, vergleichbar den heutigen Bezirkshauptmannschaften und Bezirksgerichten.
Siehe auch: Oberes Gericht

### Vereinigte Staaten
Die Gerichtsorganisation in den USA ist durch ihren stark föderativen Charakter gekennzeichnet. Sowohl der Bund als auch die einzelnen Bundesstaaten unterhalten eigene Gerichtsorganisationen und Instanzenzüge, die nicht voneinander abhängig sind. Die Bundesgerichte folgen den Vorgaben der Verfassung der Vereinigten Staaten und sind ausschließlich für Fälle nach Bundesrecht zuständig. Die Gerichte der Bundesstaaten basieren auf der jeweilig geltenden Verfassung und sind nur für die Rechtsbereiche zuständig, die in die Rechtssetzungskompetenz des Bundesstaates fallen.

## Zitate
- „Wo Gericht, da ist auch Ungerechtigkeit.“ (Aus: Krieg und Frieden von Leo Tolstoi, Übersetzung: Werner Bergengruen)
- Juristenweisheit: Coram iudice et in alto mari sumus in manu Dei. („Vor dem Richter und auf hoher See sind wir in Gottes Hand.“)
Andere Version: Coram iudice et in alto mari in manu Dei solius sumus. („Vor dem Richter und auf hoher See sind wir in der Hand des alleinigen Gottes.“)